# NGC 7650
NGC 7650 (другие обозначения — PGC 71394, ESO 148-10, AM 2322—580, IRAS23225-5803) — спиральная галактика с перемычкой (SBc) в созвездии Тукан.
Этот объект входит в число перечисленных в оригинальной редакции «Нового общего каталога».
В галактике вспыхнула сверхновая SN 1995W типа II. Её пиковая видимая звёздная величина составила 16.